# Colo Colo (cabdill)
Colo Colo fou un savi maputxe, conegut per fer triar com a toqui a Caupolicán, mitjançant la creació d'una prova consistent a aixecar un tronc per una major quantitat de temps. En acceptar els caps maputxes Tucapel i Lincoyán aquesta prova, sense voler-ho, li donen temps a Caupolicán d'arribar a la reunió i li faciliten el triomf, ja que la prova era favorable a l'últim en realitzar-la. Dins de l'obra èpica "La Araucana" (escrita per don Alonso de Ercilla) Colo Colo s'assimila a l'ancià Nèstor entre els herois de la Ilíada.

## Biografia
Colo Colo probablement era oriünd de la vall veïna a Cañete. Va intervenir en els primers alçaments contra els espanyols i, tot i ser un home en plena maduresa, va acompanyar en les seves campanyes a Lautaro, a Fresia i a Caupolicán, als que va sobreviure.
Per la seva banda, narra Ercilla que sent Colo Colo ja gran va proposar, en una reunió de caps, que s'erigís com toqui a qui va ser capaç de portar durant més temps un gruixut tronc d'arbre sobre les seves espatlles.
Sembla que Colo Colo sí que era un notable orador, ja que va aconseguir convèncer els seus col·legues de la conveniència de recórrer a tan curiosa manera de triar un cap, encara que òbviament era un estratagema per donar temps a Caupolicán per arribar a l'elecció. Després que diversos dels cacics van fer les seves demostracions de força amb un tronc a l'espatlla, va aparèixer Caupolicán, que va caminar ni més ni menys que tres dies i tres nits amb la fusta a coll, pel que va ser triat toqui.
Anys més tard, després de la mort de Lautaro (1557) i Caupolicán (1558), els maputxes convertiren a Colo Colo en el seu líder. Derrotat pels conqueridors, es rendeix i signa la pau amb l'espanyol García Hurtado de Mendoza en 1559, constituint-se en el primer tractat escrit entre ells. Es va alçar de nou dos anys més tard donant-se per mort en 1560, a la batalla de Quipeo. No obstant això, Alonso de Góngora y Marmolejo en la seva “Historia de todas las cosas acaecidas en el reino de Chile y de los que lo han gobernado, desde su descubrimiento, hasta el año 1575" el s'esmenta a la insurrecció de 1563, presentant-se davant el fort d'Arauco, defensat per Pedro de Villagra i per don Lorenzo Bernal del Mercado. El valor de l'obra de Góngora és que va ser soldat en l'època d'aquests esdeveniments- igual que Ercilla- estant present en el suplici de Caupolicán i altres fets destacats.
Un altre soldat, el cronista Gerónimo de Vivar en la seva obra "Crónica y relación copiosa y verdadera de los reinos de Chile" acabada en 1558, explica que Colo Colo era un cap jove, senyor de sis mil guerrers, i que va competir en la famosa elecció del tronc, de la qual Ercilla també fa referència.
Durant el govern de Rodrigo de Quiroga, es va aconseguir una treva parcial entre els espanyols i Colo Colo. Segons Vicente Carvallo Génico, aquest tracte amb els espanyols era recordat pels maputxes, anys després de la mort de l'indi Colo Colo.
| « | “Cuando los españoles saben la Resurrección del gran Colo Colo, en acciones ocurridas en los pajonales de Lumaco, en el mes de abril de 1565, y de su entierro con el gran llanto del pueblo allí, en lo que hoy conocemos como Piedra Santa, río abajo en las riberas del Purén; se preparan las huestes invasoras por casi tres años asaltar las fortalezas inexpugnables de la raza indómita y puedes ver que logran llegar al ex fuerte o Casa vieja, llamada así por haber sido fundado por orden de Valdivia y desde allí proyectan las acciones sobre las actuales “vegas” antes llamadas Pajonales de Lumaco”. | » |

En síntesi, Colo Colo és reconegut com un venerable lonco destacat pels seus savis i prudents consells en temps de pau i encertades propostes i estratègies en temps de guerra, que va aconseguir reunir els dispersos clans mapuches al voltant de la rebel·lió contra els colonitzadors espanyols, donant una dura batalla en la qual va aconseguir triomfs importants entre els quals sobresurten la batalla de Tucapel, el 25 de desembre de 1553), on al costat de Lautaro i Caupolicán obtingueren una ferotge i definitiva derrota a Pedro de Valdivia i l'assalt a Concepción, on Colo Colo saquejà i incendià la ciutat, fent fugir espaordits als espanyols, la pau circumstancial amb García Hurtado de Mendoza, en 1559 - en què es va veure obligat, per raons estratègiques a acceptar la misericòrdia cristiana - les victòries sobre les hosts de Francisco de Villagra, a qui va sobreviure després de la seva mort en 1562. Una nova rebel·lió general (1563) manant ara el nou governador - i cosí de Francisco de Villagra- don Pedro de Villagra, a qui va posar setge al reconstruït fortí d'Arauco i a la ciutat d'Angol, en dues ocasions, el 3 de febrer de 1563, per diversos dies, i el 14 d'abril del mateix any. Després va signar una pau passatgera amb Rodrigo de Quiroga, nou governador de Xile, que va durar fins a la mort del cap maputxe a l'abril de 1565.

## Reconeixents
Diverses naus xilenes han dut el nom del cabdill maputxe:
La goleta Colo Colo va ser el primer vaixell de guerra xilè que va visitar l'illa de Pasqua en 1850.
El torpediner Colo Colo va ser una llanxa torpedera de la Marina de Xile durant la Guerra del Pacífic que va ser transportada en un vagó de ferrocarril, al port d'Ilo de la costa peruana, fins al port de Puno, al llac Titicaca i després els enginyers i mecànics xilens la rearmen per llançar a l'aigua. Així s'inicia diversos patrullatges, constituint-se en el primer vaixell de guerra estranger en navegar al Titicaca i el primer vaixell de guerra xilè, que solca les aigües més altes del món.
Al lloc oficial de l'Armada de Xile hi ha un registre per a la "Colo Colo", en el qual en part s'indica que va ser construïda a les drassanes Yarrow Shipbuilders, a Isle of Dogs, una illa fluvial londinenca del riu Tàmesi. Va arribar a Xile encaixonada per parts, sent armada en 1880 (en plena guerra), a Valparaíso. Tenia les dimensions apropiades per a ser hissada pels vaixells de l'Esquadra i transportada a les àrees d'operacions. La proa estava reforçada, de manera que podia envestir una embarcació d'igual port o una mica més gran. Es podia transformar en una embarcació de transport de passatgers.
Un altre vaixell amb el nom del savi maputxe va ser el remolcador Colo Colo. Construït a les drassanes Bow McLachland & Co, Cowes, Escòcia, d'acord amb el contracte de 14 de març de 1929. Incorporat al servei el 26 de novembre de 1931. Prestà serveis a la zona sud. El 1971 es reformà, canviant la seva màquina de vapor a dièsel. Per Resolució C.J.A. N 4281/3 de 3 de desembre de 1987, va ser destinat a museu a Punta Arenas.
Un altre remolcador Colo Colo va ser la cinquena nau de l'Armada de Xile amb aquest nom. Classe Smith 1.104 D. Fou adquirit a la Societat Naviliera Ultragas Ltda. Incorporat al servei el 31 d'agost de 1992 d'acord amb Resolució C.J.A. Res. 4520/B-693 de 14 d'agost de 1992 i donat de baixa del servei el 10 de gener del 1999.
El Club Social y Deportivo Colo-Colo, una institució dedicada al futbol professional amb base a la ciutat de Santiago de Xile, fou fundada el 19 d'abril de 1925 per un grup de futbolistes retirats del Club Social y Deportivo Magallanes, liderats per David Arellano. Des de 2005 és administrat per la societat anònima Blanco y Negro S.A. sota un sistema de concessió. Els colors que identifiquen al club són el blanc i el negre, els quals utilitza en el seu uniforme des de la seva fundació. Pel que fa a la seva escut, ha mantingut els colors de la bandera de Xile ia inicis dels anys 1950 va incorporar la figura d'un mapuche com emblema de la institució
Al Brasil el Colo-Colo de Futebol e Regatas, un equip de futbol, manllevà el nom del club xilè.